# Masacre de Karantina
La masacre de Karantina tuvo lugar el 18 de enero de 1976, al comienzo de la guerra civil libanesa. Karantina era un barrio de chabolas de unos 13.000 habitantes, principalmente palestinos musulmanes, enclavado en Beirut Este, que era mayoritariamente cristiano. Controlado por las fuerzas de la Organización para la Liberación de Palestina (OLP), Karantina estaba poblada principalmente por palestinos, kurdos, sirios y armenios. Los combates y la posterior masacre también afectaron a una antigua zona de cuarentena cercana al puerto y al barrio de Maslakh.
Las milicias del Frente Libanés, mayoritariamente cristiano y ultraderechista y, en concreto, las falanges libanesas, tomaron Karantina y mataron aproximadamente a unas 1.500 personas, casi todos ellos musulmanes, y expulsaron al resto de los habitantes del barrio después de haber quemado sus casas. Algunos de los refugiados palestinos, incluidos niños, fueron llevados como trofeo a una marcha militar falangista por Beirut Este, tras lo cual los hombres fueron fusilados contra un paredón. Danny Chamoun, hijo del expresidente libanés Camille Chamoun y uno de los líderes de las fuerzas falangistas, justificó la masacre como una operación urbanística para expulsar a unas personas que vivían en terrenos de propiedad privada y así poder desarrollar dichos terrenos.
Poco después de la masacre de Karantina, el 18 de enero de 1976, el ejército de las falanges libanesas (KRF), los Guardianes de los Cedros (GoC), la milicia de los Tigres (NLP ) y el Movimiento de la Juventud Libanesa (LYM) pusieron bajo asedio el campamento de refugiados palestinos de Tel al-Zaatar, tras cuya toma desencadenaron la masacre de Tel al-Zaatar. A su vez, la masacre de Damour fue una represalia de las fuerzas de la OLP por la masacre de Karantina.
Una fotografía tomada durante la masacre por la fotógrafa francesa Françoise Demulder recibió el premio World Press Photo of the Year en 1977, con el que se convirtió en la primera mujer en obtener tal galardón. Catalogada como la mejor fotografía del año, esta imagen en blanco y negro muestra a una mujer palestina frente a su casa en llamas, implorando a un falangista libanés.